# Miramont-d'Astarac
 Miramont-d'Astarac  es una localidad y comuna de Francia, en la región de Mediodía-Pirineos, departamento de Gers, en el distrito y cantón de Mirande.
Su población municipal en 2008 era de 373 habitantes.
Está integrada en la Communauté de communes Vals et Villages en Astarac.

## Demografía
| 422 | 312 | 330 | 325 | 662 | lac. | 592 | 588 | 582 | 586 | 584 | 567 | 531 | 532 | 490 | 478 | 419 | 392 | 361 | 369 | 341 | 330 | 322 | 311 | 292 | 279 | 282 | 265 | 223 | 253 | 314 | 344 | 373 |
| Para los censos de 1962 a 1999 la población legal corresponde a la población sin duplicidades (Fuente: INSEE [Consultar]) |     |     |     |     |      |     |     |     |     |     |     |     |     |     |     |     |     |     |     |     |     |     |     |     |     |     |     |     |     |     |     |     |